# Giovanni Paolo II (miniserie televisiva)
Giovanni Paolo II è una miniserie televisiva del 2005.

## Descrizione
Diretta da John Kent Harrison, la fiction racconta l'avventura umana e spirituale di Karol Wojtyła, interpretato da Jon Voight. Il formato originario è quello della miniserie composta da 2 puntate dalla durata di 100 minuti ciascuna, che vennero trasmesse in prima visione su Rai Uno il 27 e il 28 novembre 2005.

## Trama
La vita di Karol Wojtyła è raccontata dagli anni della sua giovinezza a Wadowice, città natale, agli ottimi risultati negli studi e all'amore per il teatro. L'invasione nazista della Polonia cambia i suoi progetti e lo porta a prendere parte attiva alla resistenza. Poco più tardi un altro evento tragico: Karol, orfano di madre fin da piccolo, perde anche il padre.
Nel 1942 sente la vocazione religiosa e frequenta il seminario clandestino, ma non lascia il teatro prendendo parte alla realizzazione del Teatro Rapsodico, anch'esso clandestino. Quattro anni dopo è ordinato sacerdote, continua gli studi a Roma e poi ritorna in Polonia come viceparroco. Prende la laurea all'Angelicum, diviene professore di Teologia morale a Lublino. Successivamente segue i lavori del Concilio Vaticano II, viene nominato arcivescovo di Cracovia e nel 1967 cardinale. Nel 1978, il conclave seguito alla morte di papa Luciani lo elegge 264º successore di Pietro e lui prende il nome di Giovanni Paolo II.

## Prima visione
Queste le statistiche ottenute dopo la prima visione del film su Rai Uno, il 27 e il 28 novembre. È stato recentemente trasmesso sulla nuova emittente Rai, Rai Storia, il 18 e il 19 ottobre 2010 alle ore 12:00 e in replica alle ore 01:00 il 19 e il 20 ottobre. Viene poi ritrasmesso sotto forma di lungometraggio il 20 gennaio 2020 su Rai Premium.
| n° Puntata            | Prima TV Italia       | Telespettatori | Share  |
| --------------------- | --------------------- | -------------- | ------ |
| 1                     | 27 novembre 2005      | 10 182 000     | 37,13% |
| 2                     | 28 novembre 2005      | 12 475 000     | 44,15% |
| Media della miniserie | Media della miniserie | 11 328 500     | 40,64% |